# Coprosma areolata
Coprosma areolata är en måreväxtart som beskrevs av Thomas Frederic Cheeseman. Coprosma areolata ingår i släktet Coprosma och familjen måreväxter. Inga underarter finns listade i Catalogue of Life.